# Manuela Di Centa
Manuela Di Centa (ur. 31 stycznia 1963 w Paluzzy) – włoska biegaczka narciarska i polityk, siedmiokrotna medalistka olimpijska, siedmiokrotna medalistka mistrzostw świata oraz dwukrotna zdobywczyni Pucharu Świata.

## Kariera sportowa
W Pucharze Świata w biegach narciarskich zadebiutowała w sezonie 1981/1982. Nie stawała na podium, jednak parę razy zdobyła punkty i zakończyła ten sezon na 22. miejscu. W 1984 po igrzyskach olimpijskich w Sarajewie po kłótni z prezesem Włoskiego Związku Narciarskiego opuściła kadrę narodową, do której powróciła dopiero w sezonie 1986/1987. Pierwszy raz stanęła na podium zawodów PŚ w sezonie 1988/1989, zajmując drugie miejsce w biegu na 10 km stylem klasycznym, rozgrywanym 13 stycznia 1989 w niemieckim Klingenthal. Pierwsze zwycięstwo odniosła prawie rok później, 18 lutego 1990 w szwajcarskiej miejscowości Pontresina, gdzie triumfowała w biegu na 15 km techniką dowolną. Łącznie 35 razy stawała na podium zawodów Pucharu Świata, w tym 15 razy zwyciężała. Najlepsze wyniki osiągała w sezonach 1993/1994 i 1995/1996, kiedy to wygrała w klasyfikacji generalnej.
Igrzyska olimpijskie w Sarajewie w 1984 były jej olimpijskim debiutem. W swoim najlepszym indywidualnym starcie zajęła tam 24. miejsce w biegu na 5 km techniką klasyczną. Cztery lata później, na igrzyskach w Calgary, zajęła m.in. 6. miejsce w biegu na 20 km techniką dowolną. Swój pierwszy medal olimpijski zdobyła podczas igrzysk w Albertville w 1992, zajmując wraz z Bice Vanzettą, Gabriellą Paruzzi i Stefanią Belmondo trzecie miejsce w sztafecie 4 × 5 km. Największe sukcesy odniosła jednak na igrzyskach olimpijskich w Lillehammer, gdzie zdobywała medale w każdej z konkurencji biegowych. Złote medale wywalczyła w biegach na 15 km techniką dowolną oraz 30 km techniką klasyczną. Srebrne medale uzyskała w biegu na 5 km techniką klasyczną oraz w biegu pościgowym, w obu przypadkach lepsza okazała się jedynie Rosjanka Lubow Jegorowa. Ponadto Włoszki w tym samym składzie powtórzyły wynik z Albertville i wywalczyły brązowy medal w sztafecie. Manuela Di Centa startowała także na igrzyskach olimpijskich w Nagano. Indywidualnie zajmowała miejsca w trzeciej dziesiątce, jednak w sztafecie Włoszki w składzie Karin Moroder, Gabriella Paruzzi, Manuela Di Centa i Stefania Belmondo ponownie wywalczyły brązowy medal. Dla Manueli Di Centy był to trzeci brązowy medal olimpijski w sztafecie z rzędu, a także siódmy i ostatni w karierze.
W 1982 zadebiutowała na mistrzostwach świata, biorąc udział w mistrzostwach w Oslo. Jej najlepszym wynikiem indywidualnym było tam 8. miejsce w biegu na 5 km technika dowolną. Jej następną imprezą tego cyklu były dopiero mistrzostwa świata w Lahti rozgrywane w 1989. W swoim najlepszym starcie na tych mistrzostwach, w biegu na 30 km techniką dowolną, zajęła 5. miejsce. Na mistrzostwach świata w Val di Fiemme Manuela Di Centa przed rodzimą publicznością zdobyła jeden srebrny i dwa brązowe medale. Trzecie miejsca zajmowała kolejno w biegu na 5 km stylem klasycznym oraz na dystansie 30 km techniką dowolną. Srebrny zdobyła w sztafecie 4 × 5 km. Kolejne dwa srebrne medale wywalczyła podczas mistrzostw świata w Falun. Pierwszy z nich zdobyła w sztafecie razem z Bice Vanzettą, Gabriellą Paruzzi i Stefanią Belmondo, a drugi w biegu na 30 km techniką dowolną, gdzie szybsza była jedynie jej koleżanka ze sztafety – Stefania Belmondo. Dwa lata później, podczas mistrzostw świata w Thunder Bay, wywalczyła srebrny medal na dystansie 30 km stylem dowolnym, ulegając jedynie Rosjance Jelenie Välbe. Na tych samych mistrzostwach zdobyła także brązowy medal w biegu na 5 km techniką dowolną, w którym lepsze okazały się Rosjanki: zwyciężczyni Larisa Łazutina oraz druga na mecie Nina Gawriluk. Mistrzostwa świata w Trondheim były ostatnimi w jej karierze. Nie zdobyła na nich żadnego medalu, w swoim najlepszym starcie, na 15 km techniką dowolną zajęła 12. miejsce.
Zdobyła także brązowy medal na mistrzostwach świata juniorów w biegu na 5 km w 1982.
W klasyfikacji ISK na najlepsze sportsmenki świata roku 1994 zajęła 3. miejsce. W 1996 została nagrodzona medalem Holmenkollen jako pierwszy włoski sportowiec. W 1998 zakończyła karierę sportową.

## Działalność zawodowa i polityczna
Po zakończeniu sportowej kariery Manuela Di Centa komentowała biegi narciarskie dla stacji RAI. Została także członkinią Włoskiego Komitetu Olimpijskiego, a w 2006 jego wiceprezydentem. Uzyskała reelekcję na kadencję 2009–2012. W 1999 została członkinią Międzynarodowego Komitetu Olimpijskiego. Funkcję tę sprawowała do 2010. Jako członkini MKOl-u oraz Włoskiego Komitetu Olimpijskiego, a zarazem jako jedna z najbardziej utytułowanych włoskich sportowców, Manuela Di Centa wystąpiła na igrzyskach olimpijskich w Turynie jako jeden z ośmiu chorążych podczas ceremonii otwarcia oraz zamknięcia tych igrzysk. Wręczała także medale najlepszym zawodnikom biegu na 50 km techniką dowolną, w którym złoty medal wywalczył jej młodszy brat, Giorgio Di Centa.
W wyborach w 2006 uzyskała mandat do Izby Deputowanych XV kadencji z listy Forza Italia. W 2008 skutecznie ubiegała się o reelekcję z ramienia Ludu Wolności, zostając posłanką XVI kadencji. Mandat sprawowała do 2013.

## Życie prywatne
Urodziła się w miejscowości Paluzza w domu swoich rodziców: Marii Luisy (z domu Unfer) i Gaetano Di Centy. Ma dwóch braci: starszego Andreę i młodszego Giorgio, który także jest biegaczem narciarskim.
Jest pierwszą Włoszką, która brała udział aż w pięciu igrzyskach olimpijskich (w latach 1984–1998). Została także pierwszą Włoszką w historii, która zdobyła najwyższy szczyt świata – Mount Everest (8850 m n.p.m.). Dokonała tego w maju 2003, korzystając z dodatkowego tlenu.

## Osiągnięcia sportowe

### Igrzyska olimpijskie
| Miejsce | Dzień     | Rok  | Miejscowość | Konkurencja             | Czas biegu | Strata  | Zwyciężczyni           |
| ------- | --------- | ---- | ----------- | ----------------------- | ---------- | ------- | ---------------------- |
| 28.     | 9 lutego  | 1984 | Sarajewo    | 10 km stylem klasycznym | 31:44,2    | +2:57,4 | Marja-Liisa Hämäläinen |
| 24.     | 12 lutego | 1984 | Sarajewo    | 5 km stylem klasycznym  | 17:04,0    | +1:20,9 | Marja-Liisa Hämäläinen |
| 9.      | 15 lutego | 1984 | Sarajewo    | Sztafeta 4 × 5 km       | 1:06:49,7  | +4:22,6 | Norwegia               |
| 26.     | 18 lutego | 1984 | Sarajewo    | 20 km stylem klasycznym | 1:01:45,0  | +5:25,5 | Marja-Liisa Hämäläinen |
| 20.     | 14 lutego | 1988 | Calgary     | 10 km stylem klasycznym | 30:08,3    | +1:41,9 | Vida Vencienė          |
| 18.     | 17 lutego | 1988 | Calgary     | 5 km stylem klasycznym  | 15:04,0    | +53,2   | Marjo Matikainen       |
| 6.      | 25 lutego | 1988 | Calgary     | 20 km stylem dowolnym   | 55:33,6    | +2:01,6 | Tamara Tichonowa       |
| 12.     | 13 lutego | 1992 | Albertville | 5 km stylem klasycznym  | 14:13,8    | +41,6   | Marjut Lukkarinen      |
| 10.     | 15 lutego | 1992 | Albertville | 5+10 km pościgowy       | 40:07,7    | +2:02,0 | Lubow Jegorowa         |
| 3.      | 17 lutego | 1992 | Albertville | Sztafeta 4 × 5 km       | 59:34,8    | +51,1   | WNP                    |
| 6.      | 21 lutego | 1992 | Albertville | 30 km stylem dowolnym   | 1:22:30,1  | +3:34,3 | Stefania Belmondo      |
| 1.      | 13 lutego | 1994 | Lillehammer | 15 km stylem dowolnym   | 39:44,5    | –       | –                      |
| 2.      | 15 lutego | 1994 | Lillehammer | 5 km stylem klasycznym  | 14:08,8    | +19,5   | Lubow Jegorowa         |
| 2.      | 17 lutego | 1994 | Lillehammer | 5+10 km pościgowy       | 41:38,9    | +7,8    | Lubow Jegorowa         |
| 3.      | 21 lutego | 1994 | Lillehammer | Sztafeta 4 × 5 km       | 57:12,5    | +1:30,1 | Rosja                  |
| 1.      | 24 lutego | 1994 | Lillehammer | 30 km stylem klasycznym | 1:25:41,6  | –       | –                      |
| 21.     | 10 lutego | 1998 | Nagano      | 5 km stylem klasycznym  | 17:37,9    | +1:11,0 | Łarisa Łazutina        |
| 23.     | 12 lutego | 1998 | Nagano      | 5+10 km pościgowy       | 46:06,9    | +2:17,2 | Łarisa Łazutina        |
| 3.      | 16 lutego | 1998 | Nagano      | Sztafeta 4 × 5 km       | 55:13,5    | +1:39,8 | Rosja                  |

### Mistrzostwa świata
| Miejsce | Dzień     | Rok  | Miejscowość   | Konkurencja             | Czas biegu | Strata  | Zwyciężczyni            |
| ------- | --------- | ---- | ------------- | ----------------------- | ---------- | ------- | ----------------------- |
| 17.     | 19 lutego | 1982 | Oslo          | 10 km stylem dowolnym   | 29:25,9    | ?       | Berit Aunli             |
| 8.      | 21 lutego | 1982 | Oslo          | 5 km stylem dowolnym    | 14:30,2    | +1:34,7 | Berit Aunli             |
| 8.      | 17 lutego | 1989 | Lahti         | 10 km stylem klasycznym | 29:19,0    | +1:22,3 | Marja-Liisa Kirvesniemi |
| 7.      | 19 lutego | 1989 | Lahti         | 10 km stylem dowolnym   | 27:04,5    | +1:24,1 | Jelena Välbe            |
| 6.      | 23 lutego | 1989 | Lahti         | Sztafeta 4 × 5 km       | 54:49,8    | +3:41,8 | Finlandia               |
| 5.      | 25 lutego | 1989 | Lahti         | 30 km stylem dowolnym   | 1:29:59,7  | +46,6   | Jelena Välbe            |
| 4.      | 10 lutego | 1991 | Val di Fiemme | 10 km stylem dowolnym   | 28:25,9    | +32,3   | Jelena Välbe            |
| 3.      | 12 lutego | 1991 | Val di Fiemme | 5 km stylem klasycznym  | 14:04,2    | +18,9   | Trude Dybendahl         |
| 2.      | 14 lutego | 1991 | Val di Fiemme | Sztafeta 4 × 5 km       | 55:36,6    | +45,9   | ZSRR                    |
| 3.      | 16 lutego | 1991 | Val di Fiemme | 30 km stylem dowolnym   | 28:25,9    | +48,5   | Lubow Jegorowa          |
| 5.      | 19 lutego | 1993 | Falun         | 15 km stylem klasycznym | 44:49,0    | +1:21,4 | Jelena Välbe            |
| 10.     | 21 lutego | 1993 | Falun         | 5 km stylem klasycznym  | 14:07,6    | +23,6   | Łarisa Łazutina         |
| 4.      | 23 lutego | 1993 | Falun         | 5+10 km pościgowy       | 40:19,0    | +1,4    | Stefania Belmondo       |
| 2.      | 25 lutego | 1993 | Falun         | Sztafeta 4 × 5 km       | 54:15,7    | +19,4   | Rosja                   |
| 2.      | 27 lutego | 1993 | Falun         | 30 km stylem dowolnym   | 1:22:41,3  | +13,7   | Stefania Belmondo       |
| 3.      | 12 marca  | 1995 | Thunder Bay   | 5 km stylem klasycznym  | 15:23,7    | +34,1   | Łarisa Łazutina         |
| 4.      | 14 marca  | 1995 | Thunder Bay   | 5+10 km pościgowy       | 43:19,6    | +1:03,9 | Łarisa Łazutina         |
| 4.      | 16 marca  | 1995 | Thunder Bay   | Sztafeta 4 × 5 km       | 53:47,6    | +2:25,2 | Rosja                   |
| 2.      | 18 marca  | 1995 | Thunder Bay   | 30 km stylem dowolnym   | 1:16:27,3  | +13,2   | Jelena Välbe            |
| 12.     | 21 lutego | 1997 | Trondheim     | 15 km stylem dowolnym   | 36:28,2    | +1:54,8 | Jelena Välbe            |
| 34.     | 23 lutego | 1997 | Trondheim     | 5 km stylem klasycznym  | 13:32,7    | +54,1   | Jelena Välbe            |
| 4.      | 27 lutego | 1997 | Trondheim     | Sztafeta 4 × 5 km       | 56:40,2    | +1:01,2 | Rosja                   |

### Mistrzostwa świata juniorów
| Miejsce | Dzień   | Rok  | Miejscowość | Konkurencja            | Wynik    | Strata   | Zwyciężczyni   |
| ------- | ------- | ---- | ----------- | ---------------------- | -------- | -------- | -------------- |
| 11.     | luty    | 1981 | Schonach    | 5 km stylem klasycznym | 17:27,88 | +33,74   | Anne Jahren    |
| 6.      | luty    | 1981 | Schonach    | Sztafeta 3 × 5 km      | 52:12,54 | +3:31,03 | Norwegia       |
| 2.      | ? marca | 1982 | Murau       | 5 km stylem klasycznym | 14:07,4  | +12,1    | Hanne Krogstad |
| 6.      | ? marca | 1982 | Murau       | Sztafeta 3 × 5 km      | 46:25,3  | +1:00,5  | Norwegia       |

### Puchar Świata

#### Miejsca w klasyfikacji generalnej
- sezon 1981/1982: 22.
- sezon 1983/1984: 49.
- sezon 1986/1987: 49.
- sezon 1987/1988: 27.
- sezon 1988/1989: 4.
- sezon 1989/1990: 5.
- sezon 1990/1991: 5.
- sezon 1991/1992: 9.
- sezon 1992/1993: 5.
- sezon 1993/1994: 1.
- sezon 1994/1995: 20.
- sezon 1995/1996: 1.
- sezon 1996/1997: 41.
- sezon 1997/1998: 20.

#### Zwycięstwa w zawodach
| Nr  | Dzień      | Rok  | Miejscowość   | Konkurencja             | Czas biegu |
| --- | ---------- | ---- | ------------- | ----------------------- | ---------- |
| 1.  | 18 lutego  | 1990 | Pontresina    | 15 km stylem dowolnym   | ?          |
| 2.  | 7 marca    | 1990 | Sollefteå     | 30 km stylem dowolnym   | ?          |
| 3.  | 21 grudnia | 1993 | Dobbiaco      | 15 km stylem klasycznym | 44:18,6    |
| 4.  | 13 lutego  | 1994 | Lillehammer   | 15 km stylem dowolnym   | 39:44,5    |
| 5.  | 24 lutego  | 1994 | Lillehammer   | 30 km stylem klasycznym | 1:25:41,6  |
| 6.  | 6 marca    | 1994 | Lahti         | 30 km stylem dowolnym   | 1:22:50,6  |
| 7.  | 12 marca   | 1994 | Falun         | 10 km stylem dowolnym   | 28:31,6    |
| 8.  | 20 marca   | 1994 | Thunder Bay   | 10 km stylem dowolnym   | 38:18,3    |
| 9.  | 9 stycznia | 1996 | Štrbské Pleso | 30 km stylem dowolnym   | 1:15:01,4  |
| 10. | 2 lutego   | 1996 | Seefeld       | 10 km stylem dowolnym   | 1:25:29,0  |
| 11. | 11 lutego  | 1996 | Kawgołowo     | 10 km stylem klasycznym | 29:02,1    |
| 12. | 24 lutego  | 1996 | Trondheim     | 5 km stylem klasycznym  | 13:28,1    |
| 13. | 25 lutego  | 1996 | Trondheim     | 10 km stylem dowolnym   | 41:19,6    |
| 14. | 2 marca    | 1996 | Lahti         | 10 km stylem dowolnym   | 27:38,1    |
| 15. | 9 marca    | 1996 | Falun         | 15 km stylem dowolnym   | 38:17,7    |

#### Miejsca na podium
| Nr  | Dzień       | Rok  | Miejscowość   | Konkurencja             | Czas biegu | Strata | Miejsce | Zwycięzca         |
| --- | ----------- | ---- | ------------- | ----------------------- | ---------- | ------ | ------- | ----------------- |
| 1.  | 13 stycznia | 1989 | Klingenthal   | 10 km stylem klasycznym | ?          | ?      | 2       | Marianne Dahlmo   |
| 2.  | 11 marca    | 1989 | Falun         | 15 km stylem dowolnym   | ?          | ?      | 3       | Jelena Välbe      |
| 3.  | 18 lutego   | 1990 | Pontresina    | 15 km stylem dowolnym   | ?          | –      | 1       | –                 |
| 4.  | 7 marca     | 1990 | Sollefteå     | 30 km stylem dowolnym   | ?          | –      | 1       | –                 |
| 5.  | 10 marca    | 1990 | Örnsköldsvik  | 10 km stylem klasycznym | ?          | ?      | 2       | Trude Dybendahl   |
| 6.  | 12 lutego   | 1991 | Val di Fiemme | 5 km stylem klasycznym  | 14:04,2    | +19,9  | 3       | Trude Dybendahl   |
| 7.  | 16 lutego   | 1991 | Val di Fiemme | 30 km stylem dowolnym   | 1:20:26,8  | +48,5  | 3       | Lubow Jegorowa    |
| 8.  | 2 marca     | 1991 | Lahti         | 15 km stylem dowolnym   | ?          | ?      | 2       | Jelena Välbe      |
| 9.  | 16 marca    | 1991 | Oslo          | 5 km stylem dowolnym    | ?          | ?      | 2       | Jelena Välbe      |
| 10. | 27 lutego   | 1993 | Falun         | 30 km stylem dowolnym   | 1:22:41,3  | +13,7  | 2       | Stefania Belmondo |
| 11. | 6 marca     | 1993 | Lahti         | 5 km stylem dowolnym    | 14:42,4    | +11,9  | 2       | Lubow Jegorowa    |
| 12. | 9 marca     | 1993 | Lillehammer   | 5 km stylem klasycznym  | 15:14,8    | +18,3  | 3       | Trude Dybendahl   |
| 13. | 9 marca     | 1993 | Lillehammer   | 5 km stylem klasycznym  | 42:06,1    | +0,7   | 2       | Lubow Jegorowa    |
| 14. | 19 marca    | 1993 | Štrbské Pleso | 10 km stylem klasycznym | 29:21,7    | +39,0  | 3       | Jelena Välbe      |
| 15. | 18 grudnia  | 1993 | Davos         | 10 km stylem dowolnym   | 26:11,5    | +46,1  | 3       | Jelena Välbe      |
| 16. | 21 grudnia  | 1993 | Dobbiaco      | 15 km stylem klasycznym | 44:18,6    | –      | 1       | –                 |
| 17. | 15 stycznia | 1994 | Oslo          | 15 km stylem dowolnym   | 41:16,2    | +39,8  | 2       | Lubow Jegorowa    |
| 18. | 13 lutego   | 1994 | Lillehammer   | 15 km stylem dowolnym   | 39:44,5    | –      | 1       | –                 |
| 19. | 15 lutego   | 1994 | Lillehammer   | 5 km stylem klasycznym  | 14:08,8    | +19,5  | 2       | Lubow Jegorowa    |
| 20. | 17 lutego   | 1994 | Lillehammer   | 5+10 km pościgowy       | 41:38,9    | +8,3   | 2       | Lubow Jegorowa    |
| 21. | 24 lutego   | 1994 | Lillehammer   | 30 km stylem klasycznym | 1:25:41,6  | –      | 1       | –                 |
| 22. | 6 marca     | 1994 | Lahti         | 30 km stylem dowolnym   | 1:22:50,6  | –      | 1       | –                 |
| 23. | 12 marca    | 1994 | Falun         | 10 km stylem dowolnym   | 28:31,6    | –      | 1       | –                 |
| 24. | 20 marca    | 1994 | Thunder Bay   | 10 km stylem dowolnym   | 38:18,3    | –      | 1       | –                 |
| 25. | 12 marca    | 1995 | Thunder Bay   | 5 km stylem klasycznym  | 15:23,7    | +34,1  | 3       | Larisa Łazutina   |
| 26. | 18 marca    | 1995 | Thunder Bay   | 30 km stylem dowolnym   | 1:16:27,3  | +13,2  | 2       | Jelena Välbe      |
| 27. | 9 grudnia   | 1995 | Davos         | 5 km stylem dowolnym    | 12:32,7    | +16,6  | 3       | Jelena Välbe      |
| 28. | 9 stycznia  | 1996 | Štrbské Pleso | 30 km stylem dowolnym   | 1:15:01,4  | –      | 1       | –                 |
| 29. | 13 stycznia | 1996 | Nové Město    | 10 km stylem klasycznym | 32:53,1    | +2,5   | 2       | Jelena Välbe      |
| 30. | 2 lutego    | 1996 | Seefeld       | 10 km stylem dowolnym   | 1:25:29,0  | –      | 1       | –                 |
| 31. | 11 lutego   | 1996 | Kawgołowo     | 10 km stylem klasycznym | 29:02,1    | –      | 1       | –                 |
| 32. | 24 lutego   | 1996 | Trondheim     | 5 km stylem klasycznym  | 13:28,1    | –      | 1       | –                 |
| 33. | 25 lutego   | 1996 | Trondheim     | 10 km stylem dowolnym   | 41:19,6    | –      | 1       | –                 |
| 34. | 2 marca     | 1996 | Lahti         | 10 km stylem dowolnym   | 27:38,1    | –      | 1       | –                 |
| 35. | 9 marca     | 1996 | Falun         | 15 km stylem dowolnym   | 38:17,7    | –      | 1       | –                 |